# Christina McHale
Christina McHale (født 11. maj 1992 i Teaneck, New Jersey, USA) er en kvindelig professionel tennisspiller fra USA. 

Christina McHale højeste rangering på WTA single rangliste var som nummer 42, hvilket hun opnåede 10. oktober 2011. I double er den bedste placering nummer 171, hvilket blev opnået 22. oktober 2011.